# Setenta y cuatro
El setenta y cuatro (74) es el número natural que sigue al setenta y tres y precede al setenta y cinco.

## Propiedades matemáticas
- El 74 es un número compuesto, que tiene los siguientes factores propios: 1, 2 y 37.
- Como la suma de sus factores es 40 < 74, se trata de un número defectivo.

## Características
- El 74 es el número atómico del wolframio.

- Datos: Q713143
- Multimedia: 74 (number) / Q713143